# طبل توم توم
طبل التوم (بالإنجليزية: tom drum)‏ هو طبل أسطواني لا يحتوي على خشخاشات snare يأتي اسمه من اللغتين السنهالية والأنغلو-هندية، أضيف لطقم الطبول في وقت مبكر من القرن 20. تتراوح أقطار معظم طبول التوم بين 15 و 51 سنتيمتر (6 و 20 إنش)، لكن قد تصل أقطار طبول التوم الأرضية ل61 سنتيمتر (24 إنش). يجب التمييز بينه وبين غونغ التام-تام. طبل التوم شائع بين قارعي الطبول في أنحاء العالم.

## صوت

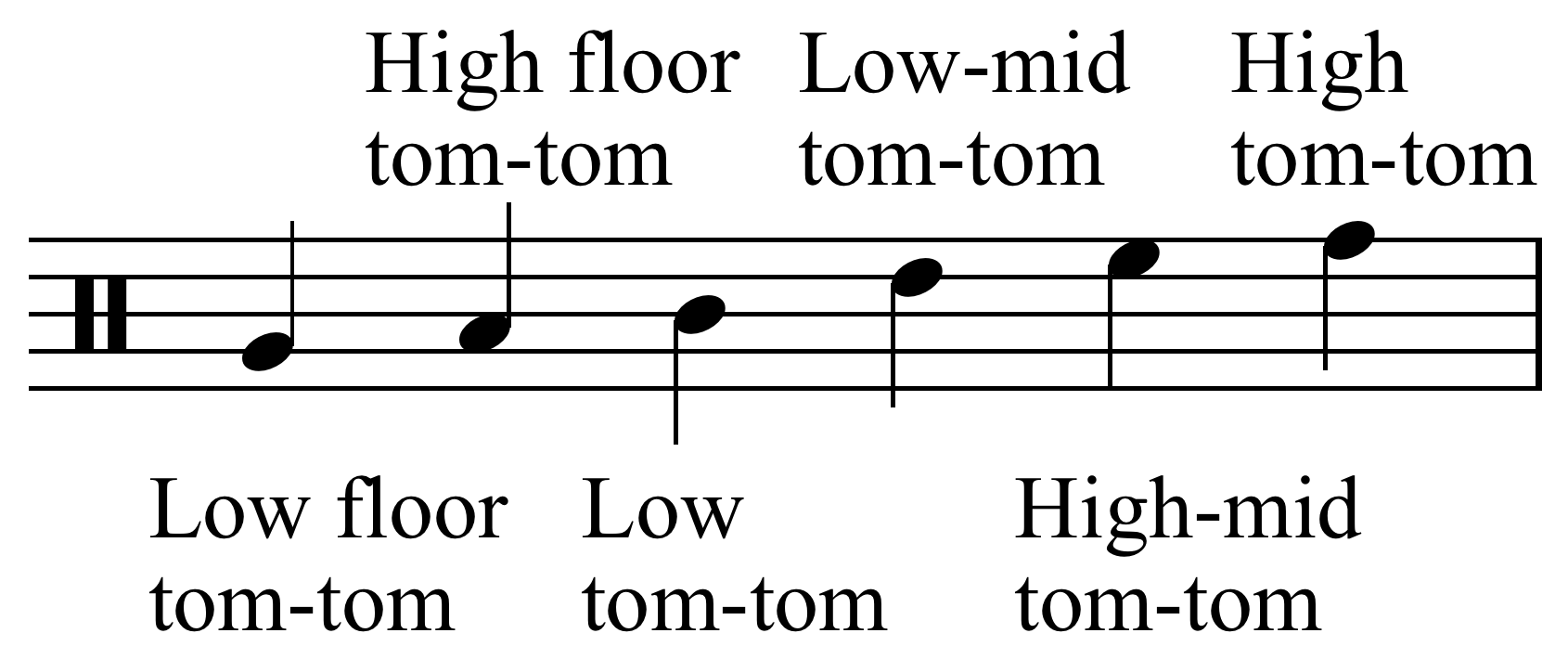
تدوين موسيقي معياري لستة طبول توم.

| المكون                                   | المحتوى         | Audio (أو جيجي فربس) |
| ---------------------------------------- | --------------- | -------------------- |
| طبول توم                                 | طبل توم 8 إنشات | 59 KB ⓘ              |
| طبول توم                                 | طبل توم 12 إنش  | 41 KB ⓘ              |
| طبول توم                                 | طبل أرضي        | 39 KB ⓘ              |
| انظر صفحة طبول في Wikimedia كومنز للمزيد |                 |                      |